# Hindenburgsäule

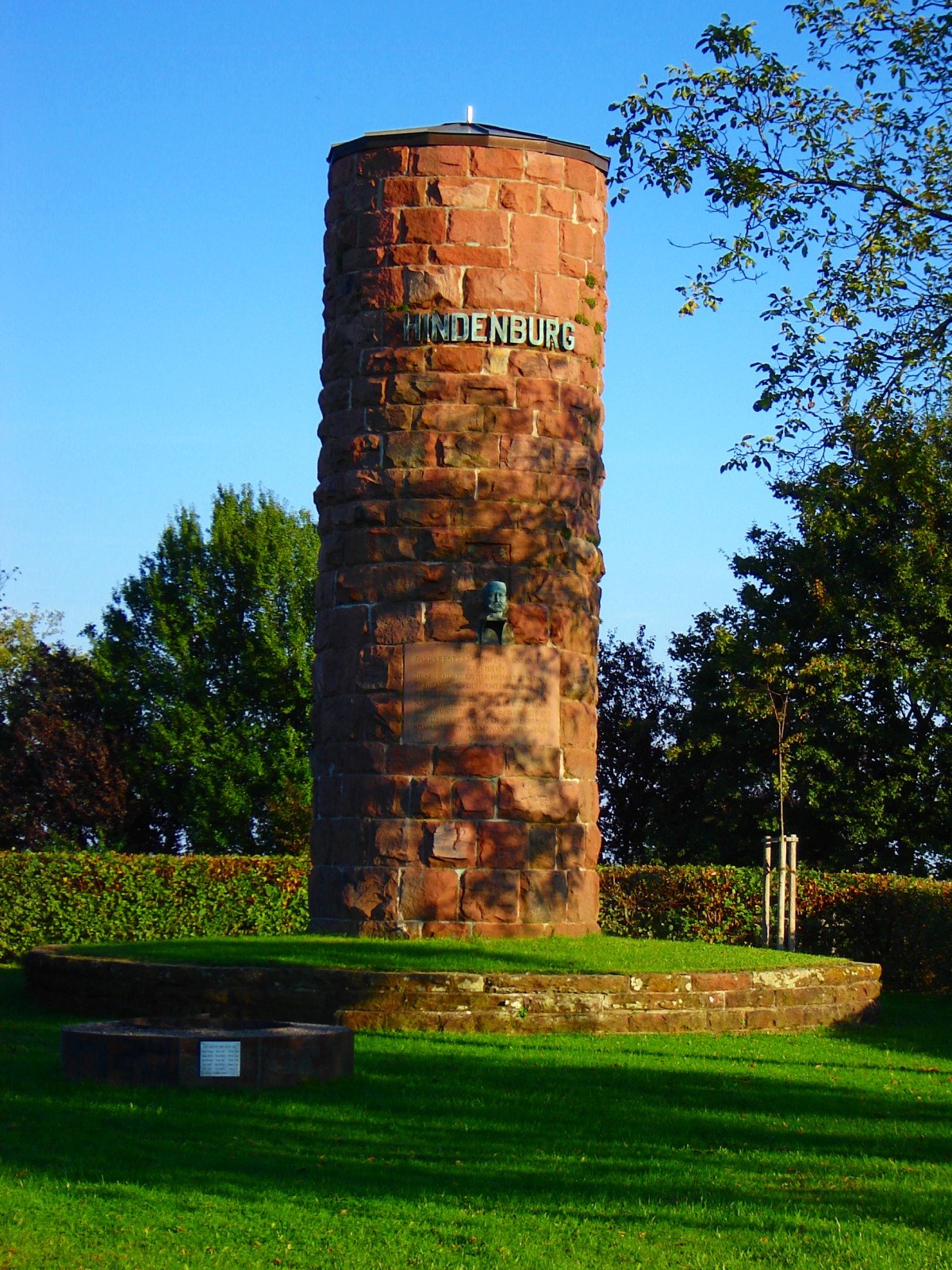
Hindenburgsäule in Waldbrunn

Die Hindenburgsäule in der Gemarkung Strümpfelbrunn der Gemeinde Waldbrunn im badischen Neckar-Odenwald-Kreis wurde 1927 von regionalen Militärvereinen errichtet. Sie erinnert daran, dass Paul von Hindenburg jene Stelle im August 1901 als Manöverplatz gewählt hat.

## Geschichte
Im August 1901 wählte Paul von Hindenburg als Divisionskommandeur die höchste Stelle an der alten Dielbacher Straße zwischen Strümpfelbrunn und Oberdielbach als Platz für ein Manöver aus. Die dortige weitläufige Hochfläche unterhalb des Katzenbuckels bot ein ideales Terrain für ein Manöver und wurde ansonsten auch für Ausbildungsübungen der örtlichen Feuerwehr oder als Startplatz für Brieftauben-Wettbewerbe genutzt.
Die in den 1920er Jahren gereifte Idee für ein säulenförmiges Denkmal an dieser Stelle geht auf den Eberbacher Fabrikanten H. A. Gütschow und die regionalen Militärvereine zurück und fand die Unterstützung der umliegenden Gemeinden. Das Denkmal plante der Architekt H. Steuernagel. Um die Kosten gering zu halten, verpflichtete man die auf dem Winterhauch (Odenwald) wohnenden Arbeiter der Eberbacher Steinbrüche dazu, auf ihrem Heimweg Steine zur Baustelle mitzubringen. Der Bau des Denkmals erfolgte von August bis Oktober 1927. Die Einweihung fand an Hindenburgs 80. Geburtstag am 2. Oktober 1927 statt. Die Säule wurde mit einer Grünanlage aus einer Stiftung des Großherzoglichen Forstamtes in Zwingenberg umgeben.

## Beschreibung
Die Hindenburgsäule ist aus rotem Eberbacher Sandstein gemauert, hat eine Höhe von etwa neun Metern und einen Umfang von 8,70 Metern. Ihr Fundament ruht in einem 70 Zentimeter hohen runden Sockel mit einem Umfang von 26 Metern, der außen ebenfalls mit rotem Sandstein verblendet ist. Im oberen Drittel der Säule befindet sich der Name „Hindenburg“ in großen Lettern und darunter eine Büste des Geehrten. Die Büste wurde in den 1950er Jahren von einem Kurgast gestiftet und hat die ursprünglich dort befindliche, aber längst verschollene Plakette mit einem Porträt Hindenburgs ersetzt. 
Eine Schrifttafel unter der Büste benennt den Zweck des Denkmals: 
REICHSPRAESIDENT PAUL V. BENECKENDORFF UND HINDENBURG ZU EHREN. DEM SCHUETZER DER HEIMAT ZUM DANK ERRICHTETEN DIE GEMEINDEN DES WINTERHAUCHES UND MILITAERVEREINE DES NECKARGAUES DIESE SAEULE ZU SEINEM 80. GEBURTSTAGE, DEN 2. OKTOBER 1927 AUF DER STELLE, WO ER 1901 ALS DIVISIONSKOMMANDEUR AM MANOEVER TEILGENOMMEN HAT.